# Brecknockshire
Brecknockshire lub Breconshire (wal. Sir Frycheiniog) – hrabstwo historyczne w południowej Walii (Wielka Brytania), położone przy granicy z Anglią.
Hrabstwo ustanowione zostało w 1536 roku, na mocy ustawy parlamentu angielskiego, która uczyniła Walię integralną częścią Królestwa Anglii. Wcześniej obszar ten administrowany był jako część tzw. Marchii Walijskich. Stolicą hrabstwa było miasto Brecon. Hrabstwo istniało do 1974 roku, kiedy zastąpione zostało przez dystrykt o tej samej nazwie, włączony do nowo utworzonego hrabstwa Powys. Dystrykt zlikwidowany został podczas reformy administracyjnej w 1996 roku.
Hrabstwo zajmowało powierzchnię 1899 km² (9,1% powierzchni Walii). W 1801 roku zamieszkane było przez 32 325 osób (5,4% całkowitej ludności Walii), w 1851 roku – 61 233 (5,2%), w 1901 roku – 54 213 (2,7%); w 1951 roku – 56 508 (2,2%). W 2011 roku obszar dawnego hrabstwa zamieszkany był przez 67 598 osób.
Brecknockshire było hrabstwem śródlądowym, o górskim krajobrazie i wiejskim charakterze. W części północnej znajdował się fragment pasma Gór Kambryjskich, w środkowej – masyw Mynydd Epynt, a w południowej – masywy górskie (od zachodu do wschodu): Black Mountain, Fforest Fawr, Brecon Beacons i Black Mountains, od 1957 roku objęte parkiem narodowym Brecon Beacons. Najwyższym szczytem hrabstwa był Pen y Fan (886 m n.p.m.). Krajobraz hrabstwa urozmaicały doliny rzek, m.in. Usk i Wye. Ta ostatnia rzeka wyznaczała północną granicę hrabstwa z sąsiednim Radnorshire. Na południu hrabstwo sięgało po północny skraj dolin południowowalijskich, gdzie eksploatowano dawniej zasobne złoża węgla. Gospodarka hrabstwa w dużej mierze opierała się na hodowli owiec i bydła. Współcześnie istotną rolę na jego obszarze odgrywają także leśnictwo i turystyka.
Do głównych miejscowości na terenie hrabstwa należały: Brecon, Brynmawr, Builth Wells, Cefn-coed-y-cymmer, Crickhowell, Hay-on-Wye, Llanwrtyd Wells, Talgarth oraz Ystradgynlais.